# 藤本洋
藤本 洋（ふじもと ひろみ、1932年 - 2024年）は、日本のソングライター、うたごえ運動活動家。Musical Guild q.主宰。声楽を関鑑子、音楽理論と指揮を井上頼豊に師事。日本のうたごえ全国協議会初代幹事長（1974年～1980年）。

## 略歴
1945年、東京都内で中学校1年生の時、敗戦を迎える。中学校の社会科教師にマルクス主義の手ほどきを受け、とりわけ古典文献の芸術論に感化される。1947年2月、日本共産党の高円寺細胞に入党を申し込むが、年齢が18歳に満たないため、いったんは無資格として断られる。しかし本人の熱心な希望により、同党東京西部地区委員会と高円寺細胞の推薦人の取り計らいもあって、例外的に14歳で入党を許可される。入党と同時に、日本青年共産同盟に加盟。1948年1月より、日本青年共産同盟「中央コーラス隊」（中央合唱団の前身）の練習会に出席。関鑑子と出会う。1948年2月10日、日本青年共産同盟創立2周年記念集会で、中央合唱団の初演奏に参加した。同年、「革命的音楽家」として生きることを決意し、中央合唱団の専従者となる。
中央合唱団団長、日本のうたごえ全国協議会幹事長、音楽センター理事長を歴任。

## おもな作品
作曲
1956年
- 東京－モスクワ（作詞：小林はじめ）

作詞
1969年
- 夾竹桃のうた（作曲：大西進）

1970年
- ここは故郷（作曲：松浦豊）

1971年
- 祈り（作曲：林学）

## 著述

### 単行本
- 『歌はたたかいとともに：中央合唱団のあゆみ』（東京・音楽センター、1971年）
- 『うたは闘いとともに－うたごえの歩み－』（「歌はたたかいとともに：中央合唱団のあゆみ」の増補・改訂版、1980年）
- 『一人の心臓のときめきを万人の鼓動に』（井上頼豊 編「うたごえよ翼ひろげて：1948-1978」［東京、1978年］所収）

### 日本共産党中央委員会理論政治誌「前衛」掲載記事
- 『労働組合の強化と文化サークル活動』（「前衛」 1972年3月臨時増刊号）
- 『活況をおびる"うたごえ運動"』（1974年3月号）
- 『多彩な選曲、新展開する"うたごえ運動"』（1974年12月臨時増刊号）
- 『うたごえ運動の新しい出発』（1978年1月号）
- 『30周年むかえた日本のうたごえ』（1979年3月号）
- 『歌と共に生きた労働者歌手』（1979年9月号）
- 『同居できない音楽と核兵器』（1983年5月号）